# Teodor Pejačević
Le comte Teodor Pejačević de Virovitica  (Theodor Pejatschewitsch en allemand ; Pejácsevics Tivadar en hongrois) (1855–1928) est un homme politique austro-hongrois et un noble croate membre de la maison Pejačević (en). 
Fils du comte Ladislav Pejačević, ban de Croatie-Slavonie (1880-1883), il est lui-même Ban du royaume de Croatie-Slavonie de 1903 à 1907 puis ministre des Affaires Croates de 1913 à 1916. Il fut également Ispan du comté de Virovitica.